# エドナ・オブライエン
エドナ・オブライエン（Edna O'Brien, 1930年12月15日 - 2024年7月27日）は、アイルランドの小説家、随筆家。クレア県出身。女性を主題にした作品を多く描く。代表作は『愛に傷ついて』（Casualties of Peace）など。

2024年7月27日にロンドンで死去。93歳没。

## 作品
- The Country Girls　カントリー・ガール(1960)
- Girl with Green Eyes　緑の瞳(1962)
- Girls in Their Married Bliss　愛の歓び(1964)
- August is a Wicked Month　八月はいじわるな月(1965)
- Casualties of Peace　愛に傷ついて(1966)
- Mother Ireland　母なるアイルランド(1976)